# The Phil Collins Big Band
The Phil Collins Big Band foi um projeto paralelo do cantor pop Phil Collins realizado no final dos anos 1990. O grupo apresentou adaptações em jazz das canções de Phil Collins e de seu antigo grupo, Genesis. O grupo era essencialmente instrumental, com Collins na bateria e raramente cantando nas performances.
Lançou um único álbum, A Hot Night in Paris, em 1999.